# Góra (Pobiedziska)
Góra (deutsch Gurten) ist ein Dorf der Gemeinde Pobiedziska (Pudewitz) im Powiat Poznański in der Woiwodschaft Großpolen im westlichen Zentral-Polen mit einem Schulzenamt. Der Ort befindet sich etwa 6 km südwestlich von Pobiedziska und 18 km nordöstlich der Landeshauptstadt Poznań.

## Geschichte
Der Ort gehörte nach der Zweiten Teilung Polens 1793 unter dem Namen Gura zum Kreis Schroda und ab 4. Januar 1900 unter dem Namen Gora zum Kreis Posen-Ost. Das Gemeindelexikon für das Königreich Preußen von 1905 gibt für den Ort 19 bewohnte Häuser auf 423,2 ha Fläche an. Die 138 Bewohner, die sich aus 85 deutschsprechenden Protestanten und 51 polnischsprechenden Katholiken, sowie zwei Katholiken mit deutscher Muttersprache zusammensetzten, teilten sich auf 23 Mehrpersonenhaushalte. Die evangelische Gemeinde gehörte zum Kirchspiel Kostschin, die katholische zum Kirchspiel Usarzewo. Für den 1. Januar 1908 wird angegeben, dass der Ort Teil des Polizeidistriktes Pudewitz war. Am 1. Dezember 1910 hatte der Ort 182 Einwohner.
In den Jahren 1975 bis 1998 gehörte der Ort zur Woiwodschaft Posen.